# Helmut Hanke (Journalist)
Helmut Hanke (* 11. Juli 1915 in Zittau) war ein deutscher Journalist und Autor von Sachbüchern. 
Hanke war in seiner Jugend Mitglied der Wandervogelbewegung. Nach seinem Abitur studierte er in Berlin von 1936 bis 1940 Wirtschaftswissenschaften. Anschließend arbeitete er – unterbrochen durch Kriegsdienst ab 1943 und anschließende Gefangenschaft in der Sowjetunion bis 1949 – als Journalist für die Zeitschrift Der Volkswirt, die Tägliche Rundschau und die Wochenzeitung Die Wirtschaft. Ab 1960 war er freischaffender Schriftsteller. Er verfasste mehrere Bücher über die Seefahrt, die teilweise auch im Ausland erschienen. Das 1962 erschienene Buch Der siebente Kontinent wurde von der sowjetischen Kritik gelobt.

## Werke
- Das unbeständige Feigenblatt. Kleidung gestern, heute, morgen. Verlag Neues Leben, Berlin, 1960

- Meer der Verlockung. Auf den Spuren der Argonauten des Pazifik. Hinstorff, Rostock 1973.
- Yvette Guilbert. Die Muse vom Montmartre. Henschel, Berlin 1974. (2. Aufl. 1978)